# Orlando Urdaneta
Pour les articles homonymes, voir Urdaneta.
Orlando Urdaneta est un acteur vénézuélien né le 14 octobre 1946 à Maracaibo au Venezuela. 

## Biographie
Orlando Urdaneta a été élu par La Casa del Artista meilleur acteur de cinéma et de théâtre en 1998.  En 1998 et en 1999, il a également été élu par l’Asociación Nacional de Artistas Cinematográficos (ANAC) meilleur acteur pour ses rôles dans Pandemonium, la capital del infierno et dans 100 años de perdón. La Casa del Artista lui a également remis le prix du meilleur scénario pour Pandemonium, la capital del infierno. Il a reçu le Premio Municipal de Teatro en 1999.
Il a présenté de nombreuses émissions populaires de télévision et de radio comme La Rueda de la fortuna, D’noche, estudio 15, Buenos días Venezuela, Orlando con Orlando et finalement Almorzando con Orlando, cette dernière étant diffusée sur Televen en 2004. Une autre émission, Aquí entre nos, a contribué à sa renommée en Amérique latine et aux États-Unis. Il a animé Pájaro que vas volando, une émission politique satirique en compagnie de Pedro León Zapata. Cependant, c'est avec les émissions Titulares de mañana et La Hora de Orlando diffusées par Globovisión que ses critiques contre le régime d'Hugo Chávez se sont faites plus virulentes. En juillet 2002, les cercles bolivariens ont saboté la représentation de sa pièce Orlando en cadena et une partie du public aurait été attaquée.
En juillet 2004, il a décidé de s'exiler à Miami en compagnie de son épouse, Morella Ramia et de ses deux filles, Oriana et Emiliana. En octobre de la même année, il a appelé à l'assassinat d'Hugo Chávez lors d'une entrevue avec Maria Elvira Salazar . À Miami, il anime La Hora de Orlando diffusée sur La Familia.

## Filmographie

### Cinéma
- La Mágica aventura de Óscar de Diana Sánchez (2000)
- Juegos bajo la luna de Mauricio Walerstein (2000)
- Cedula ciudadano de Diego Velasco (2000)
- Borrón y cuenta nueva de Henrique Lazo (2000)
- Manuela Sáenz de Diego Rísquez (2000)
- 100 años de perdón d'Alejandro Saderman (1998)
- Salserín de Luis Alberto Lamata (1997)
- Pandemonium, la capital del infierno de Román Chalbaud (1997)
- Aire libre de Luis Armando Roche (1996)
- L'Impasse (Carlito's Way) de Brian De Palma (1993)
- Vidas paralelas de Pastor Vega (1993)
- Móvil pasional de Mauricio Walerstein (1993)
- L'Aventure extraordinaire d'un papa peu ordinaire de Philippe Clair (1989)
- El Secreto de Luis Armando Roche (1988)
- El Compromiso de Roberto Siso (1988)
- Profundo d'Antonio Llerandi (1988)
- El Escándalo de Carlos Oteyza (1987)
- La Hora Texaco d'Eduardo Barberena (1985)
- El Atentado de Thaelman Urgelles (1985)
- Macho y hembra de Mauricio Walerstein (1984)
- La Máxima felicidad de Mauricio Walerstein (1982)
- La Rage de tuer (Under Siege) de René Cardona Jr. (1980)
- Verano salvaje d'Enrique Gómez Vadillo (1980)
- La Secte de l'enfer (Guyana: Crime of the Century) de René Cardona Jr. (1979)
- Esta loca, loca cámara de Mario Di Pasquale (1979)
- Savana - Sesso e diamanti de Guido Leoni (1978)
- I gabbiani volano basso de Giorgio Cristallini (1978)
- El Fascista, la beata y su hija desvirgada de Joaquín Coll Espona (1978)
- Perro de alambre de Manuel Caño (1978)
- El Pez que fuma de Román Chalbaud (1977)
- Canción mansa para un pueblo bravo de Giancarlo Carrer (1976)
- Crónica de un subversivo latinoamericano de Mauricio Walerstein (1975)
- Cuando quiero llorar no lloro de Mauricio Walerstein (1972)

### Télévision:Telenovelaset téléfilms
- Planeta de 6 (2001)
- Radio Pirata (2001)
- El País de las mujeres (1998)
- Mon enfant (Bambino mio) (1994)
- Gardenia (1990)
- La Señorita Perdomo (1982)
- La Goajirita (1982)
- Elizabeth (1980)
- Daniela (1978)
- La Fiera (1978)
- La Zulianita (1977)
- La Mujer prohibida (1973)
- La Loba (1973)
- Peregrina (1973)
- Lucecita (1972)
- Corazón de madre (1969)
- Sacrificio (1967)

## Théâtre
- Orlando en cadena
- Divorciarme yo
- Don Juan
- Los Hombros de América
- Cartas de amor
- Pares y nines